# Microrregión de Umuarama
La microrregión de Umuarama es una de las microrregiones del estado brasilero del Paraná perteneciente a la mesorregión Noroeste Paranaense. Su población fue estimada en 2006 por el IBGE en 237.362 habitantes y está dividida en 21 municipios. Posee un área total de 10.232,491 km².

## Municipios
- Alto Paraíso
- Alto Piquiri
- Altônia
- Brasilândia do Sul
- Cafezal do Sul
- Cruzeiro do Oeste
- Douradina
- Esperança Nova
- Francisco Alves
- Icaraíma
- Iporã
- Ivaté
- Maria Helena
- Mariluz
- Nova Olímpia
- Perobal
- Pérola
- São Jorge do Patrocínio
- Tapira
- Umuarama
- Xambrê

- Datos: Q2667244